# Rak szlachetny
Rak szlachetny, rak rzeczny, szerokoszczypcowy, szewc (Astacus astacus) – gatunek słodkowodnego skorupiaka z rzędu dziesięcionogów (Decapoda). Określany czasem jako „barometr czystości wody”, gdyż jest on bioindykatorem czystości wód. Jeszcze na początku XX wieku wody Europy Środkowej były pełne raków szlachetnych oraz raków błotnych (Astacus leptodactylus), które są przybyszami z terenu Morza Czarnego. Jednak w XIX wieku przywleczono z Ameryki Północnej śmiertelną dla raków europejskich chorobę zwaną raczą dżumą, a potem uodpornionego na nią amerykańskiego raka pręgowatego, który lepiej znosząc zanieczyszczenie i niedotlenienie wody zaczął wypierać raka szlachetnego z wielu obszarów.

## Opis
Ciało pokryte twardym pancerzem podzielone na głowotułów i odwłok. Od strony głowy znajduje się dziobopodobne rostrum, po jego bokach rozmieszczone są oczy na swoistych słupkach mogące niezależnie od siebie obserwować otoczenie. Szczypce są krótkie i grube nie zwierające się szczelnie od spodu czerwonawe. Występuje zjawisko autotomii. Oddychają za pomocą pierzastych skrzeli znajdujących się w jamie skrzelowej z obu stron pod pancerzem tułowia. Na linii łączącej głowę z tułowiem znajduje się poprzeczny rowek zwany bruzdą karkową. W części tułowiowej znajdują się biegnące wzdłuż osi symetrii ciała dwie łukowato wygięte bruzdy skrzelowe. Ostatnią częścią jest odwłok (ogon, szyjka) składający się z 7 segmentów. Końcowy segment – telson – nazywany niefachowo płetwą jest inny od 6 pozostałych. Ma wachlarzowaty kształt i składa się z 5 płytek. Całkowitą długość raka mierzy się od wierzchołka rostrum do końca telsona. Rak szlachetny może dożyć do 25 lat.

## Rozmiary
Dorasta do 20 cm długości.

## Biotop
Dzikie rzeki, strumienie i jeziora o czystej i bogatej w tlen wodzie. Unikają wód z mulistym lub zabagnionym dnem. 

## Pokarm
Głównie roślinność podwodna zawierające duże ilości wapnia jak moczarka, rogatek, ramienica, rdest wodny i glony. Drugie miejsce w jadłospisie zajmują drobne wodne bezkręgowce jak małżoraczki, skąposzczety, wioślarki, chruściki, larwy wodnych owadów, mięczaki oraz martwe zwierzęta jak śnięte ryby i inna padlina. Pełnią ważną rolę czyścicieli dna z rozkładających się resztek. Szacuje się, że ok. 80% pożywienia gatunku stanowi pokarm roślinny, a ok. 20% pokarm zwierzęcy.

## Zachowanie
Prowadzi nocny tryb życia. Dzień spędza w ukryciu w wykopanych przez siebie norkach, pod korzeniami drzew lub w innych naturalnych zagłębieniach. W ten sposób chroni się przed drapieżnymi rybami – przede wszystkim okoniem pospolitym i węgorzem europejskim. Najwięcej raków pada ofiarą tych ryb w okresie linienia, kiedy to przez około dwa dni są pozbawione twardej skorupy i całkowicie bezbronne. Duże okonie potrafią poradzić sobie nawet z twardym pancerzem, szczególnie u mniejszych raków. Dopiero wieczorem rak opuszcza swoją kryjówkę i wyrusza na żer, przy czym najbardziej mu odpowiada ciepła i pochmurna noc. Głębokość, na jakiej przebywa, zależy od temperatury wody. Na niewielkich głębokościach bytuje wiosną i latem, a żeruje na płyciznach. Kiedy nadejdą jesienne chłody, schodzi w niższe partie wód, jednocześnie mniej jedząc. W zimie nie pobiera pokarmu wcale.

## Dymorfizm płciowy
Samica ma mniejsze szczypce i szerszy odwłok, służący do lepszej ochrony rozwijających się pod nim jaj i świeżo wylęgłych raczków, które korzystają z tej ochrony aż do pierwszej wylinki.

## Rozmnażanie
Okres godowy trwa od połowy października do połowy listopada i związany jest z jesiennym zejściem raków na większe głębokości. Samice dojrzewają płciowo w trzecim roku życia, a samce o rok później. Mają wtedy ok. osiem cm długości. Samiec, gdy znajdzie samicę, przewraca ją na grzbiet w taki sposób, że czasami traci ona odnóże pochwycone jego szczypcami. Unieruchomiona samica jest dociskana do dna i zaczyna się parzenie, czyli przenoszenie na podbrzusze oraz podogonie samicy płynu nasiennego, zapładniającego jaja samicy. Czynność ta może trwać nawet 10 godzin. Zapłodnienie następuje po kilku lub kilkunastu dniach. Po ok. 6 miesiącach, czyli na wiosnę, ze zniesionych wcześniej na odwłok zapłodnionych jajeczek lęgną się larwy, które przeobrażą się w raczki. Jednorazowo samica składa od 60 do 200 jaj. W pierwszym okresie życia raczki żywią się resztkami żółtka z okresu embrionalnego. Po upływie 8–10 dni przechodzą pierwsze linienie, a po dwóch tygodniach drugie i wtedy przybierają postać dorosłych osobników. W pierwszym roku życia przechodzą około 8 linień, w drugim 5, a w trzecim 2.

## Występowanie
Europa Środkowa, tereny nizinne i wyżynne. W wyższych górach nie występuje.

## Znaczenie gospodarcze
Od wielu stuleci raki pojawiały się na stołach w polskich domach, zarówno tych bogatszych jak i – z racji łatwej dostępności – tych uboższych. Słynna była zupa rakowa. W niektórych rejonach (np. na Pomorzu) istniały ośrodki hodowli tych skorupiaków. Wysoka zawartość białka w mięsie (do ok. 80%) oraz walory smakowe powodują, że do dziś w niektórych krajach raki stanowią luksusowy, lecz poszukiwany artykuł spożywczy.
Polska słynęła z obfitości raków. W okresie międzywojennym ich eksport z Polski, skierowany głównie do Europy Zachodniej, wahał się od 173 do 611 ton rocznie. Krajowa konsumpcja nie przekraczała wówczas 1% połowów. Szczytowym był rok 1927, kiedy to wyeksportowano 611 ton raków. Późniejszy spadek połowów był wynikiem wcześniejszej rabunkowej gospodarki i braku przepisów ochronnych, wprowadzonych dopiero w 1932. W 1938 wyłowiono 200 ton raków. Po II wojnie światowej tendencja spadkowa utrzymywała się nadal (najwięcej, bo 84 tony raków, wyeksportowano w 1954). Po 1970 połowy nadal spadały, nie przekraczając dziesięciu ton rocznie, a potem spadły poniżej jednej tony. W latach 90. XX w. było to około 20 ton rocznie.

## Zagrożenia i ochrona

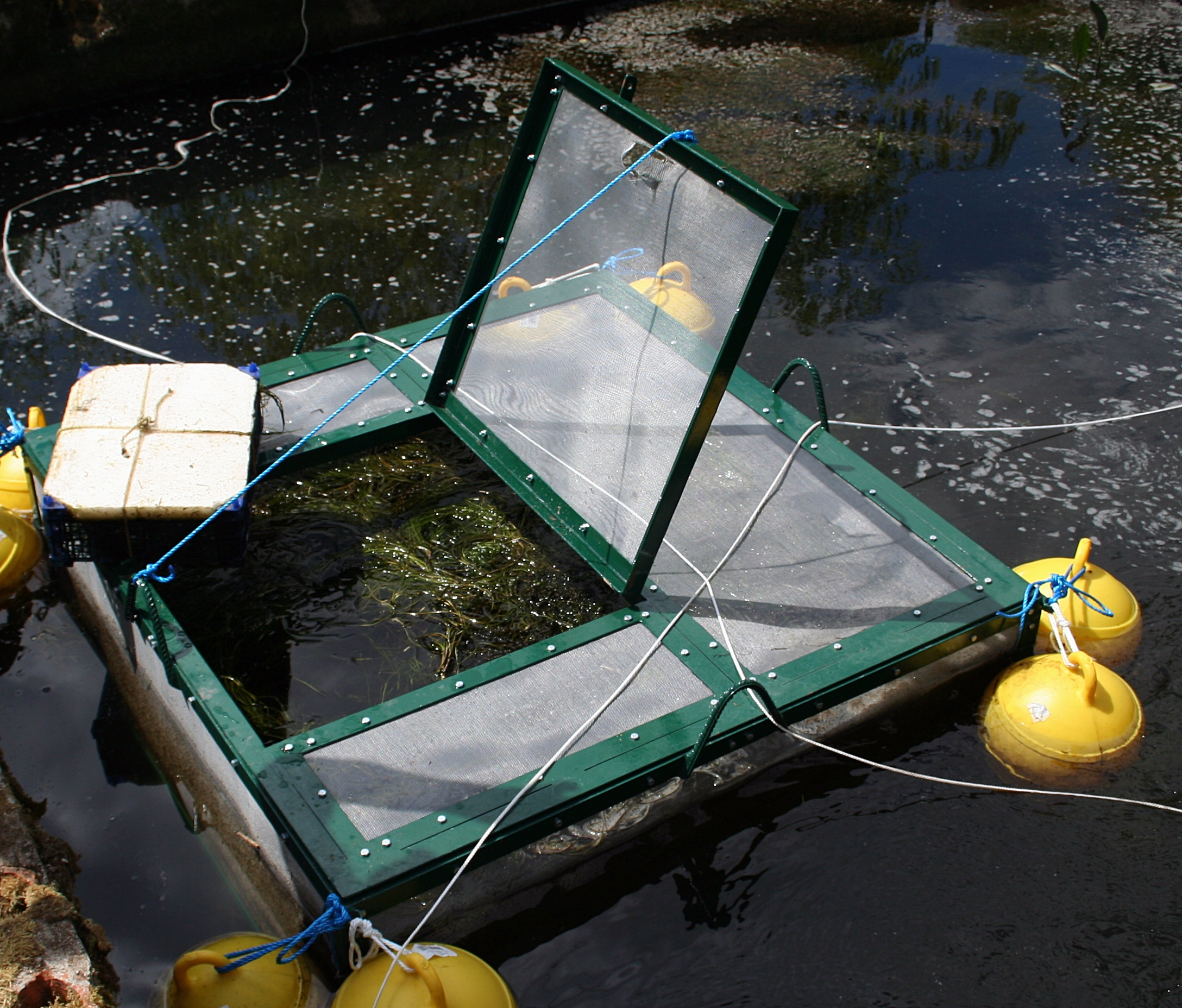
Restytucja raka szlachetnego w Zaborskim Parku Krajobrazowym (2010)

W Polsce gatunek ten objęty jest częściową ochroną gatunkową. Podobnie jak rak błotny, znajduje się w „Polskiej czerwonej księdze zwierząt. Bezkręgowce”, a dodatkowo uznany został za gatunek wysokiego ryzyka narażony na wyginięcie (kategoria zagrożenia VU). Głównymi zagrożeniami dla przetrwania gatunku w Polsce i Europie są: regulacja rzek, infekcja grzybicza zwana dżumą raczą Aphanomyces astaci, zanieczyszczenie, zakwaszenie i eutrofizacja wód oraz konkurencja ze strony gatunków inwazyjnych: raka pręgowatego i raka sygnałowego.